# Léonin
Léonin (de asemenea Leoninus, Leonius, Leo) (fl. anii 1150 — d. ? 1201) a fost primul compozitor de muzică polifonică.
De asemenea, a fost primul compozitor care a utilizat modurile ritmice, prima reprezentare cunoscută a ritmului într-o compoziție.
Originea sa nu este foarte clar menționată, dar se presupune că ar fi fost francez. A trăit în Paris unde a studiat, făcând parte din școala de muzică a catedralei Notre-Dame.
1. 1 2  Leo, Musicalics
2. 1 2  Léonin, Find a Grave, accesat în 9 octombrie 2017